# Matti Oivanen
Matti Oivanen (* 26. Mai 1986 in Huittinen) ist ein finnischer Volleyballspieler.
In der finnischen 1. Liga wurde er in seiner ersten Saison 2004/05 als Spieler des Vereins Raision Loimu als bester Neuling ausgezeichnet. Er ist der Zwillingsbruder des finnischen Nationalspielers Mikko Oivanen. Matti hat für die finnische Nationalmannschaft 231 Länderspiele bestritten (Stand: 28. Januar 2016).